# The Good Life (Three Days Grace)
The Good Life è un brano musicale del gruppo canadese Three Days Grace, pubblicato il 9 febbraio 2010 dall'etichetta discografica Jive Records come secondo singolo estratto dall'album Life Starts Now il terzo album in studio della band.

## Video musicale
Il video del singolo, diretto dal regista Michael Maxxis il 23 marzo 2010 e poi distribuito il 28 aprile 2010, mostra i componenti del gruppo mentre interpretano il brano in un garage. Nel videoclip ci sono molte sequenze in bianco e nero e soprattutto in colori molto alterati come un giallo limone e un rosa chiaro.

## Formazione
- Adam Gontier - voce
- Barry Stock - chitarra solista
- Brad Walst - basso, voce
- Neil Sanderson - batteria, voce

## Classifiche
| Classifica (2010)             | Posizione massima |
| ----------------------------- | ----------------- |
| Canada                        | 52                |
| Stati Uniti                   | 101               |
| Stati Uniti (alternative)     | 4                 |
| Stati Uniti (mainstream rock) | 1                 |
| Stati Uniti (rock)            | 1                 |